# Rosa de los vientos

Copia de la rosa de los vientos de la carta náutica de 1504 del navegante portugués Pedro Reinel. Es la primera rosa de los vientos conocida que representa claramente la flor de lis como símbolo del norte. Esta práctica fue adoptada en otras cartas náuticas y ha sobrevivido hasta la actualidad.

Una rosa de los vientos es un símbolo en forma de círculo que tiene marcado alrededor los rumbos en que se divide la circunferencia del horizonte, y que serían norte, sur, este y oeste. Su invención se atribuye al mallorquín Ramon Llull, aunque la descripción pormenorizada que da Plinio el Viejo en el segundo libro de su Historia natural podría haber sido su referencia básica.
En las cartas de navegación se representa por treinta y dos rombos (deformados) unidos por un extremo mientras que el otro señala el rumbo sobre el círculo del horizonte. Sobre el todo se sitúa la flor de lis con la que se suele representar el norte. Ese símbolo se documenta a partir del siglo XV.
La Organización del Tratado del Atlántico Norte, conocida por sus siglas OTAN, tiene a la rosa de los vientos como principal insignia.

## Los nombres de los vientos

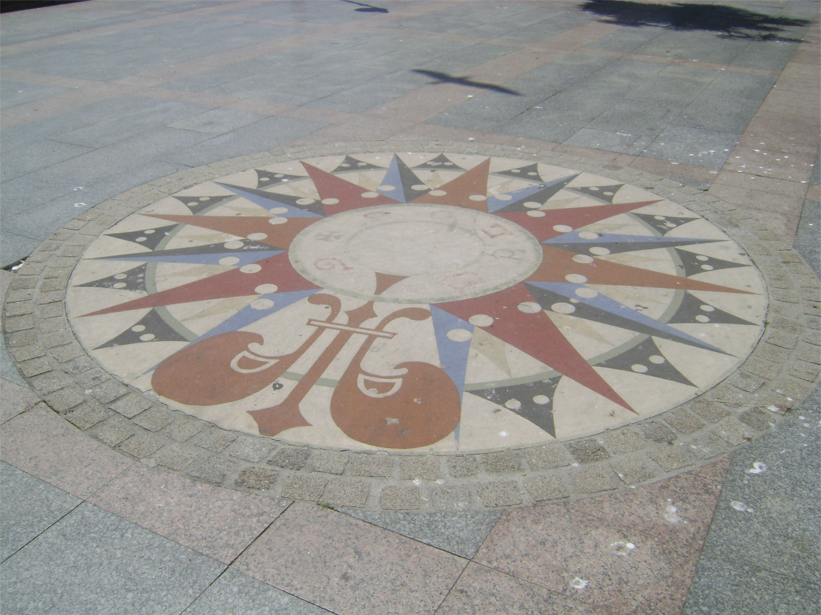
Rosa de los vientos en la Costa de la Muerte, Galicia, España.

### Nombres tradicionales greco-latinos
| Viento | Dirección       | Griego                         | Latín                    | Franco        | Español                        |
| ------ | --------------- | ------------------------------ | ------------------------ | ------------- | ------------------------------ |
| N      | 0° (30° × 0)    | Aparctias (ὰπαρκτίας)          | Septentrio               | Nordroni      | Septentrión, Tramontana        |
| NNE    | 30° (30° × 1)   | Meses (μέσης), Boreas (βoρέας) | Aquilo                   | Nordostroni   | Bóreas, Aquilón                |
| NEE    | 60° (30° × 2)   | Caicias (καικίας)              | Caecias                  | Ostnordroni   | Gregal, Cecias                 |
| E      | 90° (30° × 3)   | Apeliotes (ὰπηλιώτης)          | Subsolanus               | Ostroni       | Solano, Levante                |
| SEE    | 120° (30° × 4)  | Eurus (εΰρος)                  | Vulturnus                | Ostsundroni   | Euro, Vulturno                 |
| SSE    | 150° (30° × 5)  | Euronotus (εὺρόνοtος)          | Euronotus                | Sundostroni   | Euromoto                       |
| S      | 180° (30° × 6)  | Notos (νόtος)                  | Auster                   | Sundroni      | Noto, Austro                   |
| SSW    | 210° (30° × 7)  | Libonotos (λιβόνοtος)          | Libonotus, Austroafricus | Sundvuestroni | Libionoto, Libio, Austroáfrico |
| SWW    | 240° (30° × 8)  | Lips (λίψ)                     | Africus                  | Vuestsundroni | Ábrego, Áfrico, Libis          |
| W      | 270° (30° × 9)  | Zephyrus (ζέφυρος)             | Favonius                 | Vuestroni     | Céfiro, Favonio, Poniente      |
| WNW    | 300° (30° × 10) | Argestes (ὰργέστης)            | Caurus, Corus            | Vuestnordroni | Coro, Argestes                 |
| NNW    | 330° (30° × 11) | Thrascias (θρασκίας)           | Thrascias, Circius       | Nordvuestroni | Cierzo, Trascias               |

### Los nombres de los vientos del Mediterráneo

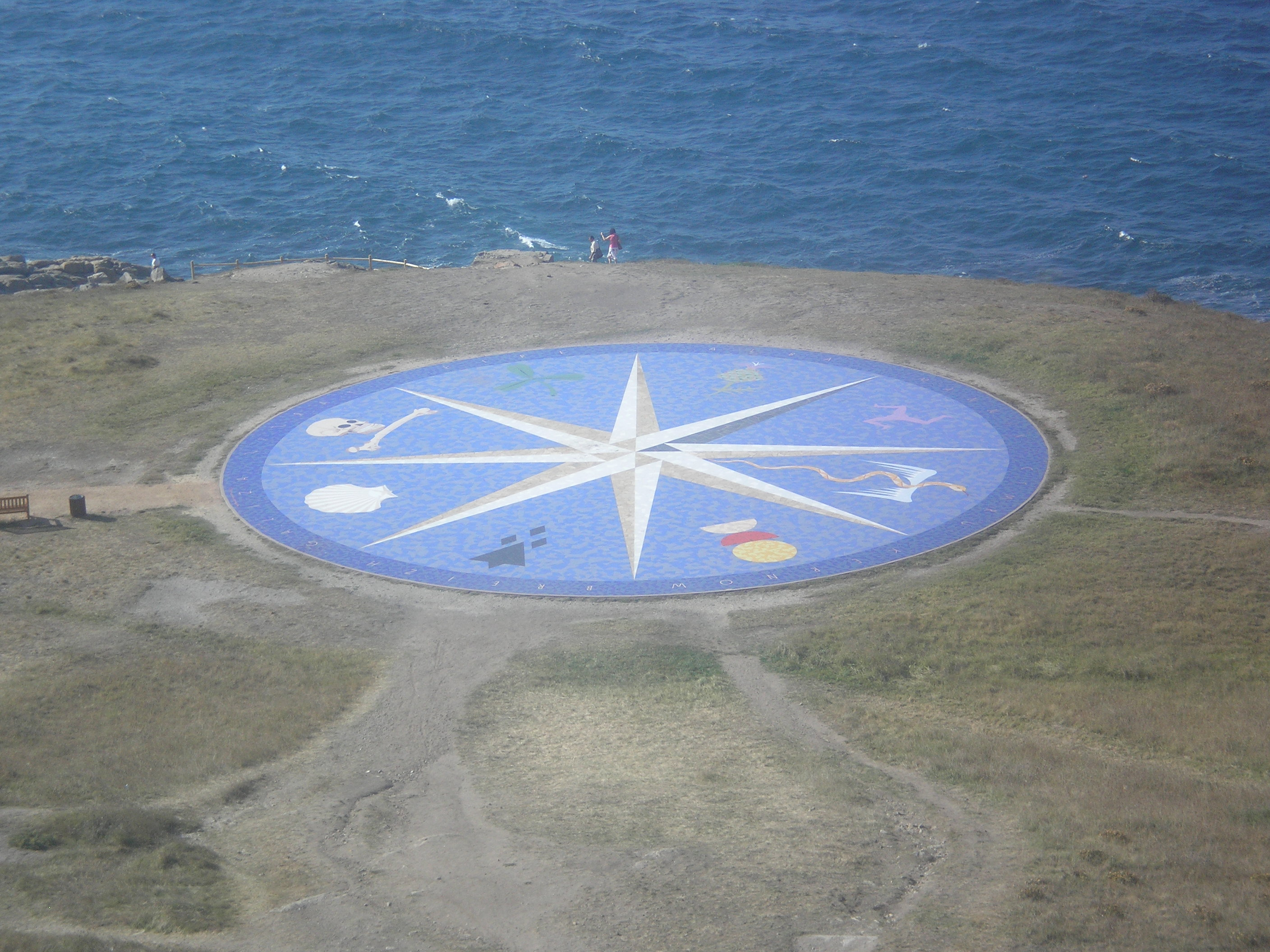
Rosa de los 8 Vientos en el suelo, muy cerca de la Torre de Hércules (La Coruña, Galicia, España), desde donde se ha tomado la foto.

| Punto cardinal           | Abrev. | Dirección      | Viento tradicional (nombre/s)            | Abr.v |
| ------------------------ | ------ | -------------- | ---------------------------------------- | ----- |
| Norte                    | N      | 0°             | Tramontana, Terral, Etesio               | T     |
| Nordeste, noreste        | NE     | 45° (45° × 1)  | Gregario, Gregal, Greco, Bora            | G     |
| Este                     | E      | 90° (45° × 2)  | Levante                                  | L     |
| Sudeste, sureste, sueste | SE     | 135° (45° × 3) | Siroco, Chamsin, Marin, Fumeque, Calima, | S     |
| Sur                      | S      | 180° (45° × 4) | Ostro, Mediodía, Lodos                   | O     |
| Sudoeste, suroeste       | SO, SW | 225° (45° × 5) | Lebeche, Libeccio, Garbino               | L     |
| Oeste                    | W      | 270° (45° × 6) | Poniente, Vendaval                       | P     |
| Noroeste                 | NO, NW | 315° (45° × 7) | Maestro, Mistral, Galerna, Cierzo        | M     |

## Los puntos cardinales
Los cuatro puntos cardinales son:
- N - Norte
- S - Sur
- E - Este
- O/W - Oeste

Para identificar mejor estos puntos, se puede usar nuestro cuerpo como referencia. Orientando nuestro frente hacia el Norte, estaría hacia atrás el sur, a la derecha estaría el este y a la izquierda el oeste.

### Los cuatro rumbos laterales
- N - Norte
  - NE (Norte-Este)-Nordeste o noreste
- E - Este
  - SE (Sur-Este)-Sudeste o sureste
- S - Sur
  - SO/SW (Sur-Oeste)-Sudoeste o suroeste
- O/W - Oeste
  - NO/NW (Norte-Oeste)-Noroeste

### Los ocho rumbos colaterales
: N - Norte
NNE (Nornoreste o nornordeste)
NE (Norte-Este)-Noreste
ENE (Estenoreste o estenordeste)
E - Este
ESE (Estesudeste o Estesureste)
SE (Sur-Este)-Sudeste o Sureste
SSE (Sursudeste o Sursureste)
S - Sur
SSO/SSW (Sursudoeste o Sursuroeste)
SO/SW (Sur-Oeste)-Sudoeste/Suroeste
OSO/WSW (Oesudoeste)
O/W - Oeste
ONO/WNW (Oesnoroeste)
NO/NW (Norte-Oeste)-Noroeste
NNO/NNW (Nornoroeste)

### Los dieciséis rumbos co-colaterales
Los rumbos co-colaterales toman su nombre de los rumbos laterales, agregándoseles "por" (abreviatura p) y en inglés "by" (abreviatura b) para indicar su relación con el rumbo lateral del cual toman su nombre. En la lista a continuación, se colocan los rumbos colaterales en donde no sea claro entre cuales rumbos van.
Primer cuadrante
0 Norte,                   N
1 Norte por el Noreste,  NpNE
2 Nornoreste,         NNE
3 Noreste por el Norte,  NEpN
4 Noreste,               NE
5 Noreste por el Este,   NEpE
6 Estenoreste,          ENE
7 Este por el Noreste,   EpNE
8 Este,                    E
Segundo cuadrante
8 Este,                    E
7 Este por el Sureste,    EpSE
6 Estesureste,           ESE
5 Sureste por el Este,    SEpE
4 Sureste,                SE
3 Sureste por el Sur,     SEpS
2 Sursureste,            SSE
1 Sur por el Sureste,     SpSE
0 Sur,                     S
Tercer cuadrante
0 Sur,                     S
1 Sur por el Suroeste,    SpSO
2 Sursuroeste,           SSO
3 Suroeste por el Sur,    SOpS
4 Suroeste,               SO
5 Suroeste por el Oeste,  SOpO
6 Oesuroeste,         OSO
7 Oeste por el Suroeste,  OpSO
8 Oeste,                   O
Cuarto cuadrante
8 Oeste,                   O
7 Oeste por el Noroeste, OpNO
6 Oesnoroeste,        ONO
5 Noroeste por el Oeste, NOpO
4 Noroeste,              NO
3 Noroeste por el Norte, NOpN
2 Nornoroeste,        NNO
1 Norte por el Noroeste, NpNO
0 Norte,                   N

### Los treinta y dos rumbos
Los 32 rumbos de la rosa de los vientos son:
- Norte

- Sur
- Este
- Oeste.

- Noreste

- Sureste
- Noroeste
- Suroeste.

- Nornordeste

- Estenoreste
- Estesureste
- Sursureste
- Sursuroeste
- Oesuroeste
- Oesnoroeste
- Nornoroeste.

- Norte por el Este

- Noreste por el Norte
- Noreste por el Este
- Este por el Norte
- Este por el Sur
- Sureste por el Este,
- Sureste por el Sur,
- Sur por el Este,
- Sur por el Oeste,
- Suroeste por el Sur
- Suroeste por el Oeste
- Oeste por el Sur,
- Oeste por el Norte,
- Noroeste por el Oeste
- Noroeste por el Norte
- Norte por el Oeste.

## El rumbo
Un rumbo queda determinado por los puntos cardinales de la rosa de los vientos, cada uno de los cuales tiene establecido un valor numérico o ángulo en función de los siguientes criterios:
1. La forma más clásica es la que divide la circunferencia en cuatro cuadrantes y cada uno de estos cuadrantes en 90 grados, correspondiendo el valor cero tanto al norte como al sur, o señalando ocho rumbos en cada uno de estos cuadrantes.
|  |  |

2. La dirección NORTE es el ángulo 0° o 360°.
3. En sentido horario, se forma un ángulo tomando de referencia N y que varía desde 0° hasta 360°.
4. En sentido horario, se forma un ángulo tomando de referencia N y que llega hasta S, varía desde 0° hasta 180°.
5. En sentido antihorario, se forma un ángulo tomando de referencia N y que llega hasta S, varía desde 0° hasta 180°.
6. En sentido horario, se divide la rosa de los vientos en 6400 partes, a este rumbo se le denomina indicación en mil angular o en milésimas de artillería partiendo de la referencia N como 0°. La división de la circunferencia en 6400 milésimas da lugar a que todos los puntos cardinales son un múltiplo exacto de esta unidad angular, ver la figura.

## Sectores (en grados sexagesimales) correspondientes a cada viento
- Viento del norte o Tramontana (N): de 337,5° a 22,5°
- Viento del noreste o Gregal (NE): de 22,5° a 67,6°
- Viento del este o Levante (E): de 67,5° a 112,5°
- Viento del sureste o Siroco (SE): de 112,5° a 157,5°
- Viento del sur u Ostro (S): de 157,5° a 202,5°
- Viento del suroeste: Lebeche o Garbino (SW): de 202,5° a 247,5°
- Viento del oeste o Poniente (W): de 247,5° a 292,5°
- Viento del noroeste: Mistral (NW): de 292,5° a 337,5°

## Stellæ maris (Las estrellas del mar)
| Punto cardinal | Estrella                                       | Constelación                  |
| -------------- | ---------------------------------------------- | ----------------------------- |
| N              | Polar                                          | Alpha ursæ minoris            |
| NpE/NbE        | "Guardianas de la Osa" (Dubhe y Merak)         | Alpha y Beta ursæ maioris     |
| NNE            | Dubhe                                          | Alpha ursæ maioris            |
| NEpN/NEbN      | Schedar                                        | Alpha Casiopea                |
| NE             | Capella                                        | Alpha aurigæ                  |
| NEpE/NEbE      | Vega                                           | Alpha lyrae                   |
| ENE            | Arturo                                         | Alpha bootis                  |
| EpN/EbN        | Las Pléyades                                   | Tauro                         |
| E              | Altair                                         | Alpha aquilae                 |
| EpS/EbS        | Cinturón de Orión (Alnitak, Alnilam y Mintaka) | Delta, Epsilon y Zeta orionis |
| ESE            | Sirio                                          | Alpha Canis Majoris           |
| SEpE/SEbE      | Acrab                                          | Beta scorpii                  |
| SE             | Antares                                        | Alpha scorpii                 |
| SEpS/SEbS      | Rigil Kent(aurus)                              | Alpha centauri                |
| SSE            | Canopo                                         | Alpha carinæ                  |
| SpE/SbE        | Achenar                                        | Alpha eridani                 |
| S              | Cruz del Sur                                   |                               |

Los navegantes árabes del mar Rojo y el océano Índico dependieron más de la navegación celeste, en vez de los vientos, y usaron la rosa de 32 puntos antes de finales del siglo décimo.
Las orientaciones estaban basadas en las posiciones de orto y ocaso de una serie de estrellas brillantes e incluso asterismos como las Pléyades, el cinturón de Orión o la Cruz del Sur. En el hemisferio norte, la presencia de la estrella Polar (Polaris) fue usada para calcular el eje meridiano N-S; sin embargo, la cambiante posición de la Cruz del Sur es lo que se tiene para el hemisferio sur, como la estrella polar meridional está Sigma Octantis que es demasiado débil para ser vista fácilmente a simple vista. Los otros treinta puntos siderales se determinan por el orto y puesta de la posición de quince estrellas brillantes del hemisferio boreal. Leyendo de Norte a Sur, en sus posiciones tanto de orto como de ocaso, así queda en la tabla adjunta.

## Uso de la rosa de los vientos en el diseño de los aeropuertos
Se realiza un análisis de vientos con datos estadísticos de intensidad y dirección del viento en el lugar del emplazamiento, medidos durante un periodo de tiempo de al menos cinco años y como mínimo ocho veces diarias con intervalos iguales. Si no es posible realizar las mediciones en el propio emplazamiento, se podrán utilizar estadísticas de lugares cercanos donde haya un observatorio, teniendo en cuenta que puede haber diferencias entre las respectivas condiciones del entorno.
Estas observaciones se agrupan en intervalos de intensidad de velocidad, medida en nudos, y para las direcciones se divide cada cuadrante (N, S, W, E) en cuatro sectores, de modo que se tienen dieciséis sectores de dirección de viento (n.º de observaciones y frecuencias).
La representación gráfica de estos datos de intensidad y dirección de vientos se confecciona llevándolos a un diagrama de círculos concéntricos, cuyos radios son a escala las frecuencias de las observaciones en cada sentido. Este diagrama es conocido como rosa de vientos.

## Anexo: Tabulación angular de los puntos cardinales por cuadrantes
La circunferencia de la rosa de los vientos se mide angularmente en sentido horario partiendo del cénit (12 horas) donde se coloca el punto N (norte).
- El primer cuadrante es el cuadrante superior derecho de la circunferencia y conecta los puntos N y E (este)(3 horas).
- El segundo cuadrante es el cuadrante inferior derecho de la circunferencia y conecta los puntos E y S (sur) o nadir (6 horas).
- El tercer cuadrante es el cuadrante inferior izquierdo de la circunferencia y conecta los puntos S y W (oeste)(9 horas).
- El cuarto cuadrante es el cuadrante superior izquierdo de la circunferencia y conecta los puntos W y N o cénit (12 horas).

Los sistemas de medición de ángulos aquí tabulados son los siguientes:
1. Sistema sexagesimal: Que otorga un valor de 360° (grados) a la circunferencia, 60" (segundos) son 1' (minuto) y 60' son 1° (grado).
2. Sistema centesimal: Que otorga un valor de 400g (gonios) a la circunferencia, 100cc (segundos centésimos) son 1c (minuto centésimo) y 60c son 1g (gonio).
3. Sistema Mil artillero: Que otorga un valor de 6400‰ (por miles) a la circunferencia completa, 1‰ equivale a 2' 48.75" y a 6c 25cc, por eso no se usan submúltiplos.

### PRIMER CUADRANTE N-E
| Ángulo sexagesimal | Ángulo centesimal | Ángulo artillero | Abreviatura | Punto cardinal    |
| ------------------ | ----------------- | ---------------- | ----------- | ----------------- |
| 0°                 | 0g                | 0‰               | N           | Norte             |
| 11°25′             | 12g50c            | 200‰             | NpE         | Norte por Este    |
| 22°50′             | 25g               | 400‰             | NNE         | Nornoreste        |
| 33°75'             | 37g50c            | 600‰             | NEpN        | Noreste por Norte |
| 45°                | 50g               | 800‰             | NE          | Noreste           |
| 56°25′             | 62g50c            | 1000‰            | NEpE        | Noreste por Este  |
| 67°50′             | 75g               | 1200‰            | ENE         | Estenoreste       |
| 78° 75'            | 87g50c            | 1400‰            | EpN         | Este por Norte    |
| 90°                | 100g              | 1600‰            | E           | Este              |

### SEGUNDO CUADRANTE E-S
| Ángulo sexagesimal | Ángulo centesimal | Ángulo artillero | Abreviatura | Punto cardinal   |
| ------------------ | ----------------- | ---------------- | ----------- | ---------------- |
| 90°                | 100g              | 1600‰            | E           | Este             |
| 101°25′            | 112g50c           | 1800‰            | EpS         | Este por Sur     |
| 112°50′            | 125g              | 2000‰            | ESE         | Estesureste      |
| 123°75'            | 137g50c           | 2200‰            | SEpE        | Sureste por Este |
| 135°               | 150g              | 2400‰            | SE          | Sureste          |
| 146°25′            | 162g50c           | 2600‰            | SEpS        | Sureste por Sur  |
| 157°50′            | 175g0c            | 2800‰            | SSE         | Sursureste       |
| 168° 75'           | 187g50c           | 3000‰            | SpE         | Sur por Este     |
| 180°               | 200g              | 3200‰            | S           | Sur              |

### TERCER CUADRANTE S-O
| Ángulo sexagesimal | Ángulo centesimal | Ángulo artillero | Abrev.internacional | Punto cardinal     |
| ------------------ | ----------------- | ---------------- | ------------------- | ------------------ |
| 180°               | 200g              | 3200‰            | S                   | Sur                |
| 191° 25'           | 212g50c           | 3400‰            | SpO                 | Sur por Oeste      |
| 202° 50'           | 225g              | 3600‰            | SSO                 | Sursuroeste        |
| 213° 75'           | 237g50c           | 3800‰            | SOpS                | Suroeste por Sur   |
| 225°               | 250g              | 4000‰            | SO                  | Suroeste           |
| 236°25'            | 262g50c           | 4200‰            | SOpO                | Suroeste por Oeste |
| 247° 50'           | 275g0c            | 4400‰            | OSO                 | Oestesuroeste      |
| 258° 75'           | 287g50c           | 4600‰            | OpS                 | Oeste por Sur      |
| 270°               | 300g              | 4800‰            | O                   | Oeste              |

### CUARTO CUADRANTE O-N
| Ángulo sexagesimal | Ángulo centesimal | Ángulo artillero | Abrev.internacional | Punto cardinal     |
| ------------------ | ----------------- | ---------------- | ------------------- | ------------------ |
| 270°               | 300g              | 4800‰            | O                   | Oeste              |
| 281° 25'           | 312g50c           | 5000‰            | OpN                 | Oeste por Norte    |
| 292° 50'           | 325g              | 5200‰            | ONO                 | Oesnoroeste        |
| 303° 75'           | 337g50c           | 5400‰            | NOpO                | Noroeste por Oeste |
| 315°               | 350g              | 5600‰            | NO                  | Noroeste           |
| 326°25'            | 362g50c           | 5800‰            | NOpN                | Noroeste por Norte |
| 337°50'            | 375g0c            | 6000‰            | NNO                 | Nornoroeste        |
| 348°75'            | 387g50c           | 6200‰            | NpO                 | Norte por Oeste    |
| 360°               | 400g              | 6400‰            | N                   | Norte              |

## Galería

Rosa de los vientos de 16 puntos
Rosa de los vientos de 32 puntos con abreviaturas de dirección en español asociadas y grados equivalentes desde el norte. El bisel presenta marcas de graduación en incrementos de 1 grado.
Rosa de los vientos internacional de 4 puntos
Rosa de los vientos internacional de 8 puntos
Rosa de los vientos internacional de 16 puntos
Rosa de los vientos de una vieja carta de navegación, por el cartógrafo portugués Pedro Reinel (1504)
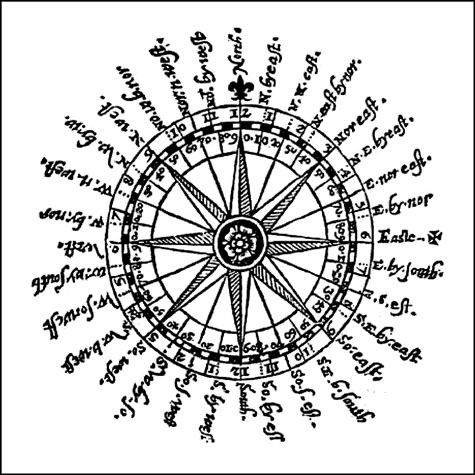
Una rosa de los vientos histórica
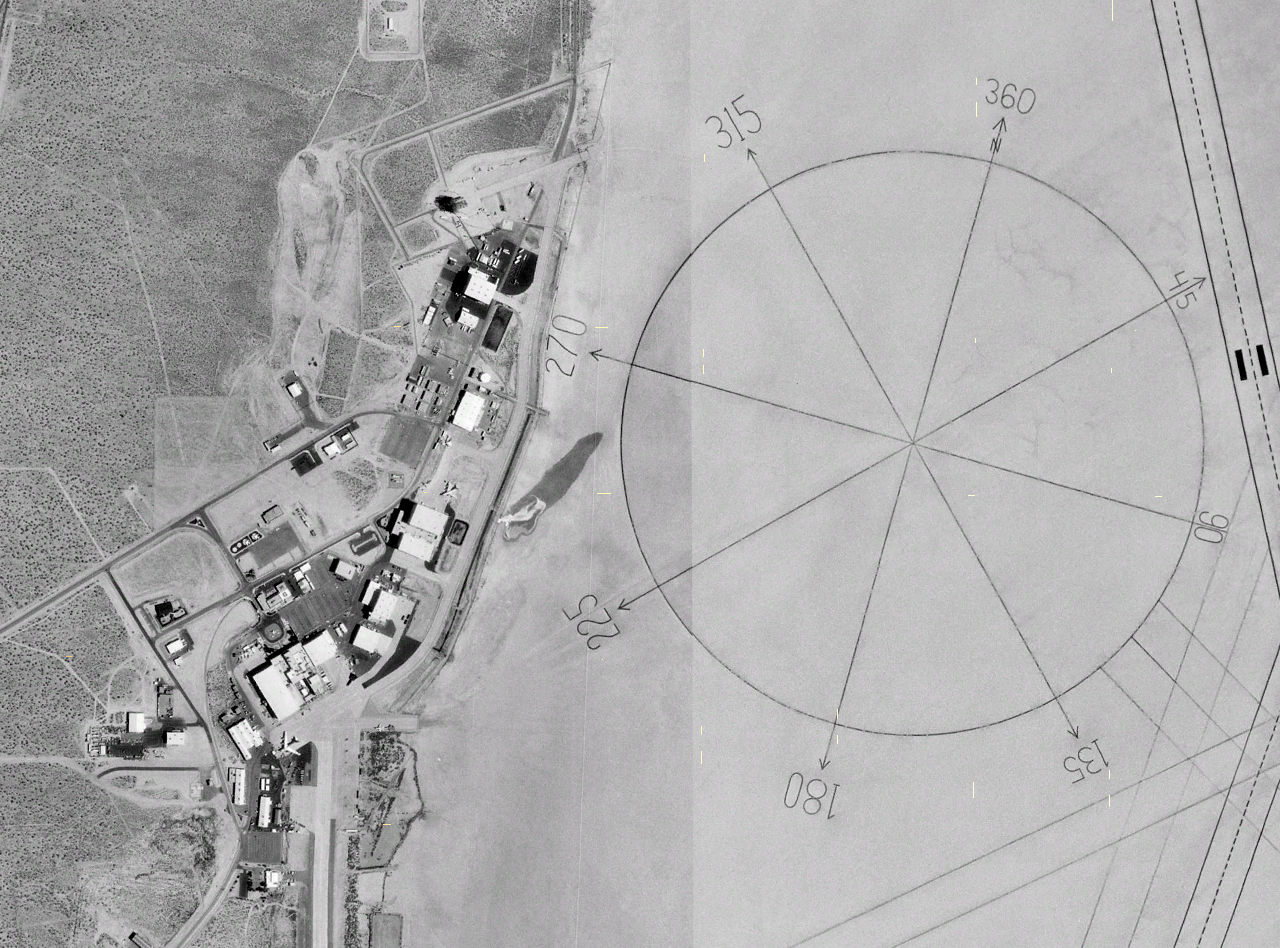
La rosa de los vientos más grande del mundo, dibujada en el suelo del desierto en la Base de la Fuerza Aérea Edwards en EE. UU.
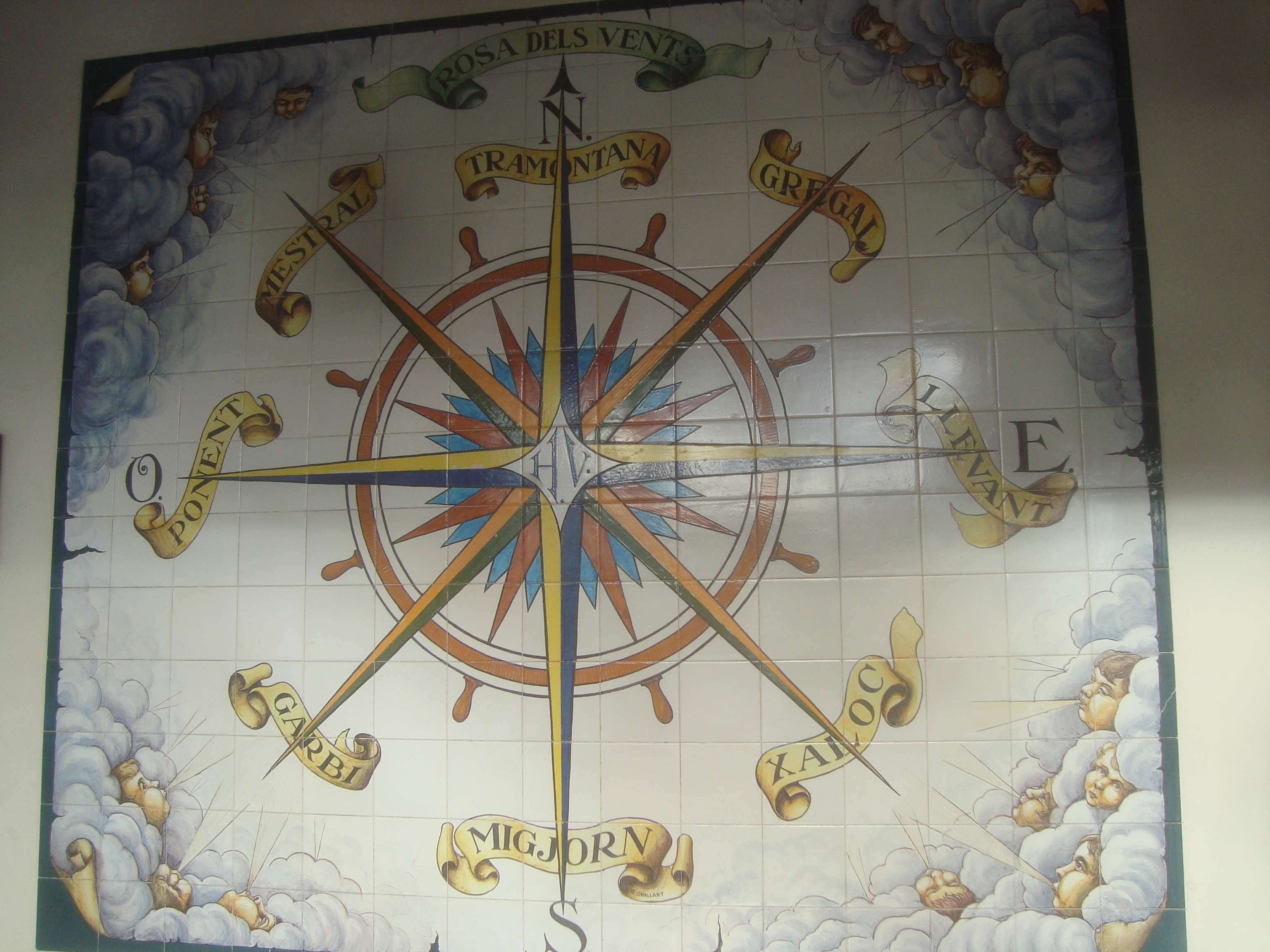
Rosa de los vientos española de Valencia